# En dag (TV-serie)
En dag (engelska: One Day) är en brittisk romantisk dramaserie som hade premiär den 8 februari 2024 på Netflix. Första säsongen består av 14 avsnitt. Serien är skapad av Nicole Taylor och baserad på David Nicholls roman med samma namn.

## Handling
Serien kretsar kring Emma Morley och Dexter Mayhew som träffas för första gången på deras examensdag från universitet för att sedan skiljas åt dagen efter. Serien följer Emma och Dexter på denna specifika dag under de kommande åren där de i varje avsnitt blivit ett år äldre.

## Rollista (i urval)
- Ambika Mod – Emma Morley
- Leo Woodall – Dexter Mayhew
- Eleanor Tomlinson – Sylvie
- Essie Davis – Alison Mayhew
- Tim McInnerny – Stephen Mayhew
- Toby Stephens – Lionel Cope
- Joely Richardson – Helen Cope
- John Macmillan – Aaron